# Vierflecken-Falterfisch
Der Vierflecken-Falterfisch (Chaetodon quadrimaculatus), auch Vierfleck-Falterfisch, lebt paarweise im Pazifik von Südjapan bis nach Hawaii und Tahiti. Er hält sich nur in flachem Wasser von weniger als 10 Metern Tiefe auf. Er ist nirgendwo häufig.
Der Vierflecken-Falterfisch wird maximal 16 Zentimeter lang. Er frisst hauptsächlich Korallenpolypen, kann im Aquarium aber an Ersatznahrung gewöhnt werden.